# 全日本囲碁連合
全日本囲碁連合（ぜんにほんいごれんごう、英: Japan Go Federation, JGOF）は、日本の囲碁統括団体。

## 概説
2010年11月に中国広州で開催される第16回アジア競技大会で囲碁が正式種目に採用されたことを受け、日本国内の囲碁3団体が統括団体として設立し、日本オリンピック委員会（JOC）の承認団体となった。
2011年3月末に解散したが、2019年10月に一般社団法人として活動を再開している。

## 加盟団体
- 日本棋院
- 関西棋院
- 日本ペア碁協会

## アジア競技大会成績
2010年アジア競技大会では、「知恵の和ジャパン」の愛称で囲碁日本代表チームとして、ペア碁、男子団体戦、女子団体戦に出場。監督は大竹英雄、コーチは神田英、今村俊也、孔礼文。

### 男子個人戦
2022年アジア競技大会では一力遼棋聖・本因坊が4位、芝野虎丸名人・十段8強敗退。

### ペア碁
2010年のみ実施。鈴木歩・結城聡ペア、向井千瑛・高尾紳路ペアの2ペアが出場。予選で鈴木・結城ペアが3勝3敗で9位、向井・高尾ペアが3勝3敗で10位となった。

### 男子団体戦
2010年は山下敬吾・井山裕太・高尾紳路・結城聡・山田規三生・秋山次郎の6名で出場。予選で4勝3敗の4位となり、3位決定戦で中華台北チームに3-2で勝って銅メダル獲得。
2022年は一力、井山、芝野、関航太郎天元、佐田篤史が出場。なお日本棋院所属の許家元もチャイニーズタイペイとして出場

### 女子団体戦
2010年は鈴木歩・吉田美香・向井千瑛、大沢奈留美の4名で出場。予選で4勝3敗の4位となり、3位決定戦で中華台北に1-2で敗れて4位となった。
2022年は上野愛咲美・梨紗姉妹、藤沢里菜六段が出場